# Gynoplistia (Gynoplistia) melape
Gynoplistia (Gynoplistia) melape is een tweevleugelige uit de familie steltmuggen (Limoniidae). De soort komt voor in het Australaziatisch gebied.